# Amarildo Cruz
Amarildo Cruz (Presidente Epitácio, 29 de julho de 1952 - Campo Grande, 17 de março de 2023) foi um servidor público da Secretaria de Fazenda e político brasileiro, filiado ao PT. Foi deputado estadual pelo Mato Grosso do Sul. Formou-se em Direito, cursou Ciências Contábeis, pós graduou-se em Gestão Pública e especializou-se em Ciência do Direito. 
Filiado ao Partido dos Trabalhadores desde 1984, ocupou os cargos de presidente e tesoureiro no Diretório Estadual do Partido. Defensor das causas sociais, sempre trabalhou pelo fortalecimento dos servidores e do serviço público. Foi um dos fundadores do Sindicato dos Agentes Tributários Estaduais de Mato Grosso do Sul, atual Sindifiscal/MS, onde foi secretário geral e presidente. Buscou a união da categoria, conseguiu avanços significativos e contribuiu em momentos importantes da história do sindicato.
No governo, exerceu cargos estratégicos, deixando a marca da competência. Como coordenador geral tributário e financeiro da Secretaria de Fazenda ajudou a reduzir a evasão fiscal e garantir o aumento da arrecadação. Criou o PRÁTICO, iniciativa pioneira que trouxe um novo padrão de atendimento ao cidadão, mais rápido e eficiente, reunindo vários órgãos públicos no mesmo lugar.
Também foi superintendente da Central de Compras do Estado. No cargo, implantou o registro de preços e o pregão eletrônico. Entre 2003 e 2006, foi presidente da Agência Estadual de Habitação – Agehab. Durante sua gestão, o órgão foi equipado e informatizado, além disso, foram definidas novas regras para a concessão da casa própria. Comandou mais de 40 mil ações na área da habitação, dentre elas construção, reforma e quitação de imóveis, gerando mais de 200 mil empregos diretos.
Em 2006, afastou-se da Agehab para concorrer, pela segunda vez, às eleições no cargo de deputado estadual. Conquistou uma cadeira na Assembleia Legislativa com quase 18 mil votos. Em 2010, concorreu à reeleição, ficando como 2º suplente em sua coligação. E, 2012 assumiu a superintendência do Instituto Brasileiro do Meio Ambiente e dos Recursos Naturais Renováveis em Mato Grosso do Sul (Ibama-MS). 
Já em 2013, retornou ao Parlamento Estadual e entre outras coisas integrou a Comissão Parlamentar de Inquérito (CPI) da Saúde da Casa de Leis como presidente, a qual investigou irregularidades nos recursos repassados pelo Sistema Único de Saúde (SUS), para unidades hospitalares de 11 municípios de Mato Grosso do Sul. O resultado de meses de trabalho trazem desdobramentos positivos até hoje para o Estado.
Em 2014, foi reeleito para o terceiro mandato com 20.585 votos. Em 2016, foi escolhido para presidir a comissão que acompanha o acordo final da indenização aos municípios afetados pela usina hidrelétrica de Porto Primavera, em Rosana (SP), instalada pela Companhia Energética do Estado de São Paulo (Cesp).
Ainda neste mandato, apresentou diversas indicações e projetos de lei que visam a melhoria da qualidade de vida da população sul-mato-grossense, dentre elas, sancionadas pelo Governo do Estado, a Lei nº 4.967, que autoriza o Poder Executivo a criar política estadual de incentivo à geração e ao aproveitamento da energia solar; a Lei nº 4.936, que declara a rapadura artesanal e o Festival Anual da Rapadura de Furnas do Dionísio como patrimônio histórico e cultural; a lei 4.908/16 que institui o dia 8 de setembro como Dia de Conscientização, Mobilização e Combate à Hanseníase; Lei 5.035/17 que amplia ao Legislativo Estadual a abertura de processos de tombamento de patrimônios artísticos, históricos, culturais.
Em 2017, tomou posse como 2º secretário da Mesa Diretora da 10ª Legislatura da Assembleia Legislativa devendo permanecer no cargo até dezembro de 2019.
Primeiro suplente do PT, em 1º de junho de 2021 assumiu novamente como deputado estadual, após falecimento do deputado estadual Cabo Almi em decorrência da Covid-19. 
Nas eleições de 2022, Amarildo foi eleito deputado estadual com 17.249 votos para o seu quinto mandato, participando da 12ª Legislatura como líder da Bancada do PT. No parlamento, o parlamentar priorizava o Meio Ambiente, Igualdade Racial, Habitação e Saúde.

Na dia 14 de março de 2023 , Amarildo da Cruz se sentiu mal e foi internado no hospital Proncor, em Campo Grande. Ficou três dias hospitalizado e faleceu em 17 de março, aos 60 anos. Ele deixou  três filhos. O velório foi realizado no saguão Nelly Martins, na Assembleia Legislativa de Mato Grosso do Sul, durante toda a noite do dia 17, uma sexta-feira. Na manhã do sábado, seguiu para Presidente Epitácio (SP), onde também foi velado e sepultado.